# Calico M100
La Calico M100 es una carabina semiautomática que dispara el cartucho .22 Long Rifle, producida por Calico Light Weapons Systems en Elgin, Oregón, Estados Unidos. Fue diseñada y producida en la década de 1980 para su empleo por agencias policiales y fuerzas armadas, debido a su delgado perfil.

## Legislación
Como tiene un singular cargador helicoidal de 100 cartuchos montado sobre el cajón de mecanismos, la entrada en vigor de la Prohibición Federal de Armas de Asalto en 1994 hizo que la producción y venta esta carabina en el mercado civil fuesen ilegales, hasta su derogación el 13 de setiembre de 2004.
Hoy la empresa puede fabricar sus carabinas en su configuración original.